# فیات ۵۱۸
فیات ۵۱۸ (Fiat 518) خودرویی است که در سال‌های ۱۹۳۳ تا ۱۹۳۸تولید شده‌است.
طراحی آن خودروهای موتور جلو-محور عقب بوده است.
موتور آن ۱۷۵۸ سی‌سی سیستم جعبه‌دندهٔ آن ۴ دنده به صورت دستی است.